# گویندا (کالیفرنیا)
گویندا (به انگلیسی: Guinda) یک منطقهٔ مسکونی در ایالات متحده آمریکا است که در شهرستان یولو، کالیفرنیا واقع شده‌است. گویندا ۷٫۵۲۹ کیلومتر مربع مساحت و ۲۵۴ نفر جمعیت دارد و ۱۱۰ متر بالاتر از سطح دریا واقع شده‌است.